# Rudolf Meister (General)

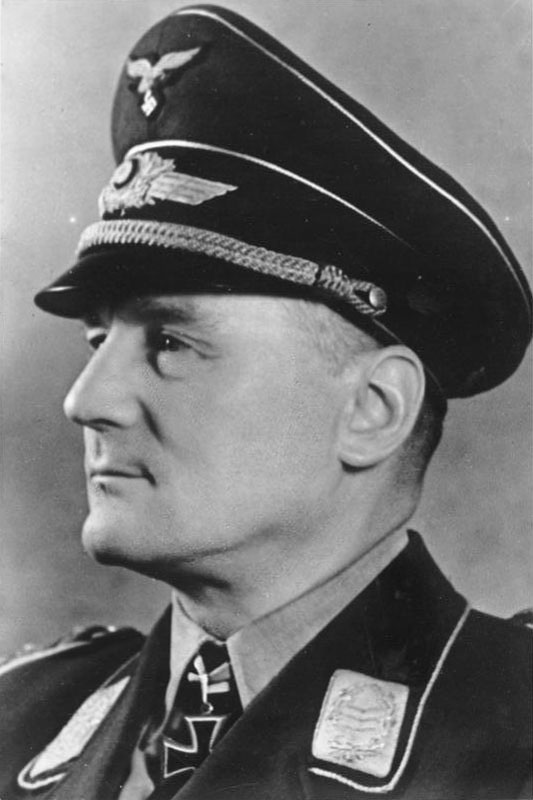
Rudolf Meister (1945)

Rudolf Meister (* 1. August 1897 in Köln; † 11. September 1958 in Hannover) war ein deutscher General der Flieger im Zweiten Weltkrieg.

## Leben
Meister trat nach Ausbruch des Ersten Weltkriegs als Offiziersanwärter am 16. August 1914 in das Füsilier-Regiment „Königin Viktoria von Schweden“ (Pommersches) Nr. 34 ein. Im November 1914 wurde er bei seinem Einsatz an der Front verwundet und kam nach seiner Genesung am 5. Januar 1915 in das 6. Westpreußische Infanterie-Regiment Nr. 149. Dort erhielt er die Beförderung zum Leutnant am 22. März 1915. Vom 23. Dezember 1915 bis 11. August 1916 wurde er als Kompaniechef seines Stammregiments eingesetzt und absolvierte im Anschluss bis 30. Oktober 1916 einen Artillerie-Beobachterlehrgang. Bis Kriegsende wurde Meister dann als Flugbeobachter eingesetzt und neben beiden Klassen des Eisernen Kreuzes, dem Ritterkreuz des Königlichen Hausordens von Hohenzollern mit Schwertern sowie dem Verwundetenabzeichen in Schwarz ausgezeichnet.
Nach Kriegsende erfolgte die Kommandierung an die Flugschule nach Stolp und die Übernahme in die Reichswehr. Hier wurde er bis September 1923 als Kompanieoffizier im 4. (Preußisches) Infanterie-Regiment eingesetzt. Dann erfolgte die Führergehilfenausbildung bis 30. Juni 1925. Am 31. Juli 1925 erhielt er die Beförderung zum Oberleutnant und versah seinen Dienst im 4. Infanterie-Regiment. Meister wurde am 1. September 1927 zur Disposition gestellt und am 31. März 1928 verabschiedet, um am geheimen deutschen Luftwaffen-Ausbildungsprogramm in der Sowjetunion teilzunehmen.
Am 1. Mai 1931 wurde er als Hauptmann im 5. (Preußisches) Infanterie-Regiment reaktiviert und von Oktober 1931 bis März 1933 als Kompaniechef eingesetzt. Anschließend erfolgte seine Versetzung in das Reichswehrministerium nach Berlin, am 1. September 1933 sein Übertritt zur Luftwaffe und die Ernennung zum Inspekteur der Flugschulen im Reichsluftfahrtministerium. Am 1. Mai 1935 wurde er zunächst zum Major und am 1. August 1937 zum Oberstleutnant befördert.
Nach Beginn des Zweiten Weltkriegs wurde er am 18. Dezember 1939 zum Stabschef des I. Fliegerkorps ernannt und am 30. November 1941 mit dem Deutschen Kreuz in Gold ausgezeichnet. Meister war 1943 Chef des Luftwaffenführungsstabes, später Kommandierender General der Luftwaffe in Dänemark und vom 4. September 1943 an Kommandeur des IV. Fliegerkorps.
Als alliierte Bomberverbände anfingen, nach ihren Angriffen auf Deutschland nicht mehr nach England zurückzukehren, sondern auf sowjetisch besetztem Gebiet landeten, um anschließend im Pendelverkehr (shuttle-bombing) erneut deutsche Ziel zu bombardieren und dann wieder nach England weiterzufliegen, entwickelte er einen Plan, diese Flugzeuge auf den schlechter geschützten Flughäfen im Osten anzugreifen. In der Nacht des 22. Juni 1944 gelang es deutschen Kampfflugzeugen unter seinem Kommando 43 amerikanische Bomber und 15 Jagdflugzeuge in Poltawa, ohne eigene Verluste, am Boden zu zerstören. Dafür erhielt er am 5. September 1944 das Ritterkreuz des Eisernen Kreuzes. Nach der Auflösung des IV. Fliegerkorps übernahm er ab dem 1. Oktober 1944 die Dienststellung eines Kommandierenden Generals der Deutschen Luftwaffe in Dänemark, die er bis zum 22. Dezember 1944 ausübte. Anschließend war er bis Kriegsende Chef des Luftwaffenpersonalamtes. Mit der deutschen Gesamtkapitulation geriet Meister am 8. Mai 1945 in US-amerikanische Kriegsgefangenschaft, aus der er 1948 entlassen wurde.
Meister gehörte 1950 zu den Verfassern der Himmeroder Denkschrift, die das Thema der Wiederbewaffnung der Bundesrepublik Deutschland behandelte.